# Pedro de Araújo Lima
Pedro de Araújo Lima, Marquis d'Olinda (Sirinhaém, 22 décembre 1793 — Rio de Janeiro, 7 juin 1870, est un homme politique brésilien, qui fut président du conseil des ministres du Brésil à plusieurs reprises entre 1849 et 1866. Sa longue carrière politique, lui permit d'exercer sous les règnes de trois monarques : Jean VI de Portugal, Pierre Ier et Pierre II du Brésil. Il fut également l'un des fondateurs du parti conservateur brésilien en 1836 et exerça la régence de l'empire du Brésil de 1837 à 1840, durant la minorité de l’empereur Pierre II.

## Origines et premières années

### Famille
Pedro de Araújo Lima est né à Sirinhaém, le 22 décembre 1793, fils du capitaine Manuel de Araújo Lima et d'Anna Teixeira Cavalcanti. Il s'est marié avec Luiza Bernarda de Figueiredo, fille de José Bernardo de Figueiredo (ministre de la Cour suprême de justice), et a eu deux enfants, Luiza Bibiana (Bambina) de Araujo Lima, la vicomtesse de Pirassununga, mariée à Joaquim Henrique de Araujo, vicomte de Pirassununga et Pedro de Araújo Lima (fils). Il est également le grand-père de la deuxième baronne de Rio Preto, Maria Bibiana de Araújo Lima.

### Études et début de carrière
Araújo a étudié les sciences humaines à Olinda avant de se diriger, en 1813, vers le Portugal, où il obtient son diplôme en droit de l'université de Coimbra, en 1819, et retourne au Brésil la même année. À son retour, il se distingue alors en politique.
Il commence sa carrière politique dès 1821, sur le banc de la province de Pernambuco à Cortes Gerais de Lisbonne. Par la suite, il est membre de l'Assemblée nationale constituante de 1823 et des premières législatures brésiliennes sous le règne de l'empereur Pierre Ier , durant lequel il intègre le cabinet gouvernemental en devenant ministre du Commerce en 1823 puis entre 1827 et 1828.

## La Régence

### Ministre sous la régence
En 1831, après l’abdication et le départ précipité de l’empereur Pierre Ier, le Brésil se retrouve avec un garçon de cinq ans à la tête de l’État, le jeune Pierre II. Durant douze ans, l’Empire est confronté à l'absence de véritable exécutif car, en vertu de la constitution, Pierre II ne peut pas gouverner avant sa majorité, fixée au 2 décembre 1843. Dans l'intervalle, le pouvoir est confié à une régence élue mais celle-ci ne jouissant que d'une partie des prérogatives impériales et étant subordonnée à l'Assemblée générale, elle n'est pas en mesure de combler le vide au sommet de l'État. Dans un premier temps, l’homme fort de la régence est Francisco de Lima e Silva, qui s’entoure d’anciens ministres de l’entourage de l’empereur Pierre, dont Araújo, qui devient ministre de la Justice en 1832.
Les hommes politiques, comme Araújo, arrivés à la tête de l'État durant les années 1830 sont ainsi confrontés aux difficultés et aux pièges du pouvoir. Selon l'historien Roderick J. Barman, en 1840, « ils avaient perdu toute confiance en leur capacité à gouverner eux-mêmes le pays. Ils ont accepté Pierre II comme une figure d'autorité dont la présence était indispensable à la survie du pays ». Certains de ces hommes (qui formeront le Parti conservateur dans les années 1840) jugent nécessaire d'avoir une personnalité neutre à la tête du pays, quelqu'un qui, étant au-dessus des factions politiques et des intérêts mesquins, pourrait régler les revendications et les petits conflits. Ils conçoivent le rôle d'un empereur comme plus dépendant du législateur que ne l'avait envisagé Pierre Ier, mais avec des pouvoirs plus étendus que ceux préconisés par leurs rivaux (qui forment plus tard le Parti libéral) au début de la régence. 

### Régent de l’Empire

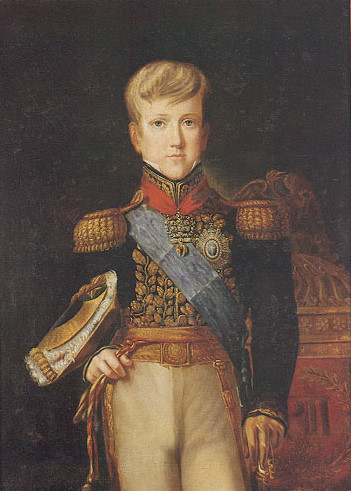
Le jeune empereur Pierre II.

En 1837, Araújo est désigné par le Sénat pour succéder à Diogo Antônio Feijó, après la démission de ce dernier, et prête officiellement serment devant l’Assemblée en tant que nouveau régent permanent du Brésil, jusqu’à la majorité de l’empereur. Les libéraux, cependant, réussissent à faire voter une loi pour abaisser l'âge de la majorité de Pierre II de dix-huit à quatorze ans. L'empereur est ainsi déclaré apte à gouverner en juillet 1840.

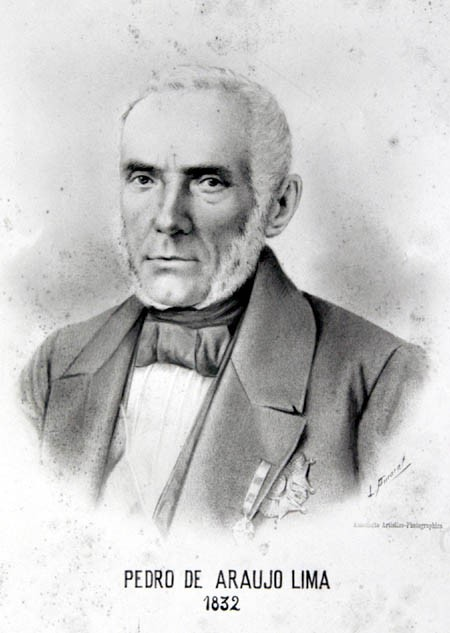
Gravure de Pedro de Araújo Lima (1832).

Sous cette troisième régence, des violences éclatent dans tout le pays voisins. Les partis politiques de toutes tendances cherchent par tous les moyens à diriger les gouvernements provinciaux et municipaux, et chaque parti qui a pris le pouvoir dans une province tente également de prendre le contrôle de l'ensemble du système électoral et politique. Les partis qui ont perdu les élections se soulèvent et essaient de prendre le pouvoir par la force, ce qui provoque plusieurs révoltes, comme la guerre des Farrapos, la Cabanagem et la Balaiada.
Étroitement lié aux conservateurs, le régent est une figure représentative de l'aristocratie rurale du nord-est brésilien et est également lié aux acteurs les plus puissants de l'activité sucrière. Son influence est telle que Octávio Tarquínio De Sousa disait de lui : « Ce roi que Feijó ne sait pas être, mais sait choisir. » De Sousa approfondissait : « Il serait dit que l'exercice continu de la présidence de la Chambre lui aurait donné un caractère de spectateur, ou plutôt d'arbitre, agissant uniquement en tant que médiateur, qui compose, accommode et évite les chocs et les désaccords. »
Araújo fait également face à la rébellion Farroupilha, qu'il tente de combattre en abrogeant plusieurs droits des assemblées provinciales ; cette étape, cependant, provoque deux nouvelles révoltes, la Sabinada à Bahia et la Balaiada à Pernambuco, aggravant la situation politique sous sa régence.
Les membres libéraux font alors pression au Parlement pour obtenir la démission du régent, ce qu'ils finissent par obtenir officiellement en juin 1840. Le 23 juillet suivant, Araújo renonce à la régence et par conséquent déclare l'âge de la majorité du jeune empereur, mettant fin à la période de la Régence impériale.

## Président du Conseil

### Premier ministère (1848-1849)
En 1847, l'empereur instaure le Conseil des ministres, organe qui conseillerait au souverain dans sa gouvernance du pays, inspiré du parlementarisme britannique. Mais la hiérarchie du parlementarisme britannique et brésilien est inversée, contrairement au Brésil, où l'empereur possède plus de pouvoir que le Parlement. La même année, le poste de président du conseil des ministres (premier ministre) est créé pour désigner le chef du ministère, chargé d'organiser le Cabinet du gouvernement. Ainsi, l'empereur, au lieu de nommer tous les ministres de son cabinet, ne nomme plus que le président du Conseil, et celui-ci désigne les autres membres du ministère, retirant l'élément d'usure politique de l'empereur, sans que son autorité ne diminue.
Dès 1848, Araújo est rappelé au pouvoir par l’empereur qui le nomme président du Conseil. Son premier ministère est connu sous le nom de « ministère des talents », avec cinq ministres (Justice, Finances, Affaires étrangères, Guerre, Marine).  Son gouvernement doit alors faire face à plusieurs crises. La première est liée au commerce des esclaves importés illégalement. Interdite en 1826 dans le cadre d'un traité avec la Grande-Bretagne, la traite s'est cependant poursuivie sans relâche et, de ce fait, le parlement britannique vote en 1845 la loi Aberdeen qui autorise les navires de guerre britanniques à aborder les navires marchands brésiliens et à saisir tout bateau impliqué dans la traite des esclaves.  Alors que le Brésil est aux prises avec ce problème, éclate la deuxième crise, la révolte praieira, le 6 novembre 1848. Il s'agit là d'un conflit entre factions politiques locales dans la province de Pernambouc opposant une majorité de la population aux grands propriétaires terriens partisans de l'esclavage et qui s'achève en mars 1849. 

### Second ministère (1857-1858)

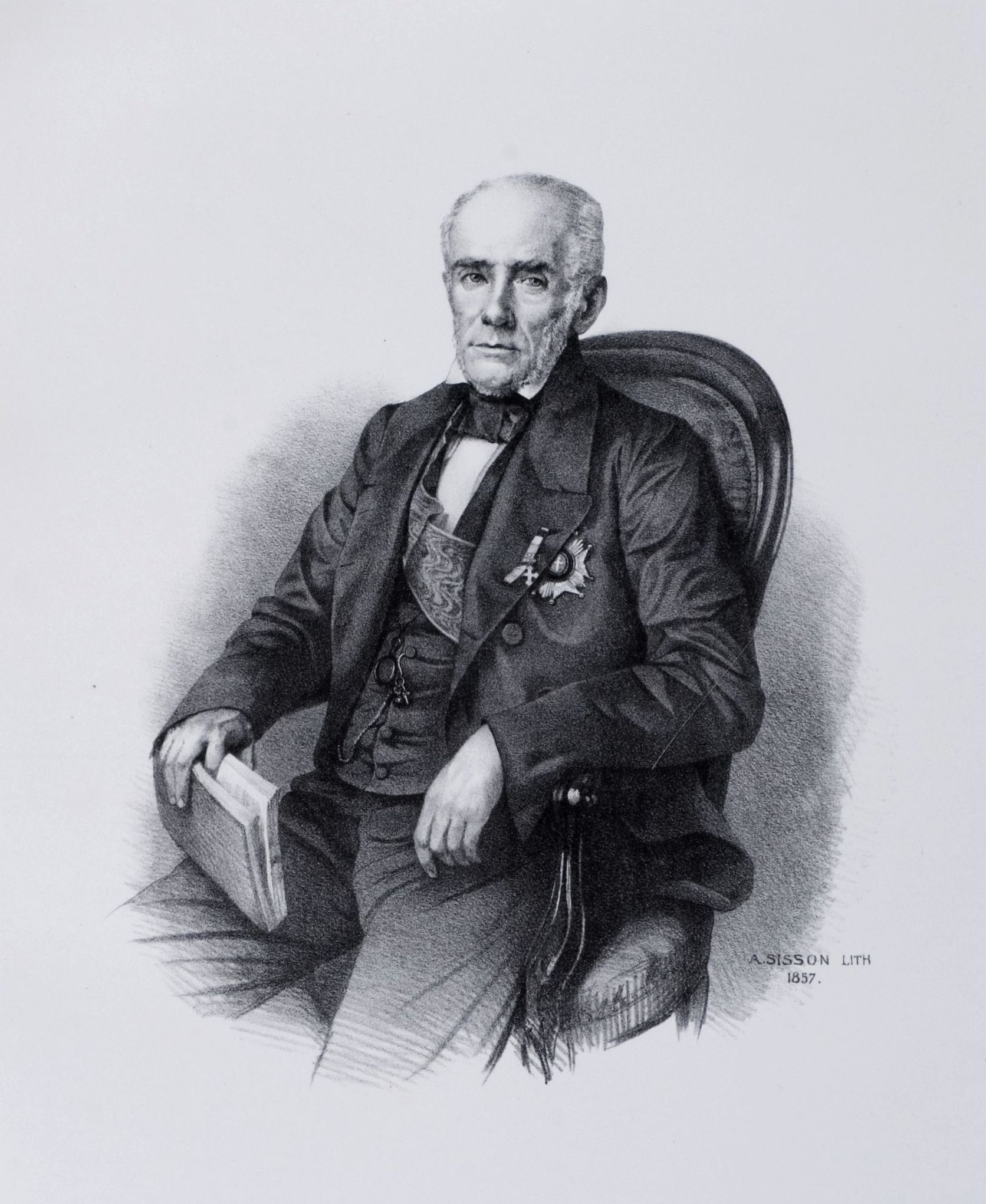
Portrait de Araújo Lima, marquis d’Olinda.

Les ultra-conservateurs ont à leur tête Joaquim Rodrigues Torres, Paulino Soares de Sousa et Eusébio de Queirós qui ont tous été ministres entre 1848 et 1853. Ces hommes, qui sont de la même génération que Carneiro Leão, ont pris le contrôle du Parti conservateur après la mort de ce dernier. Dans les années qui suivent, aucun des gouvernements formés ne dure longtemps. Ils sont rapidement renversés en raison d'une absence de majorité à la Chambre des députés. Le Parti conservateur est divisé en deux : d'un côté, les ultra-conservateurs, de l'autre, les modérés qui soutiennent la Commission de conciliation. La scission du parti n'est cependant pas due à cette politique de conciliation mais plutôt, dans le sillage des idées de Carneiro Leão, à l'arrivée d'une nouvelle génération d'hommes politiques désireux d'obtenir plus de pouvoir à l'intérieur de leur parti. Or, ces hommes voient leur accès à de hautes fonctions bloqué par les anciens conservateurs, qui ne veulent pas facilement abandonner leur contrôle.
Les membres du Parti libéral, qui est dans l'opposition depuis la chute du gouvernement en 1848 et la rébellion désastreuse de Praieira en 1849, ont profité de ce qui semblait être l'implosion imminente du Parti conservateur pour revenir au pouvoir avec des forces nouvelles. Ils portent un coup puissant au gouvernement quand ils réussissent à remporter plusieurs sièges à la Chambre des députés aux élections de 1860. Lorsque de nombreux conservateurs modérés font défection pour former avec les libéraux un nouveau parti politique, la Ligue Progressiste, dirigé par Araújo, les conservateurs ne peuvent plus gouverner en raison d'une absence de majorité stable et doivent démissionner. Pierre II nomme alors un cabinet progressiste qui marque la fin de plusieurs années de domination conservatrice dans la politique nationale. Cette époque a été un moment de paix et de prospérité pour le Brésil : « Le système politique a bien fonctionné. Les libertés civiles ont été maintenues. Le pays a amorcé la création de lignes de chemin de fer, du télégraphe et de voies d'eau. Le pays n'est plus troublé par les différends et les conflits qui s'étaient accumulés au cours de ses trente premières années ».

### Troisième ministère (1862-1864)

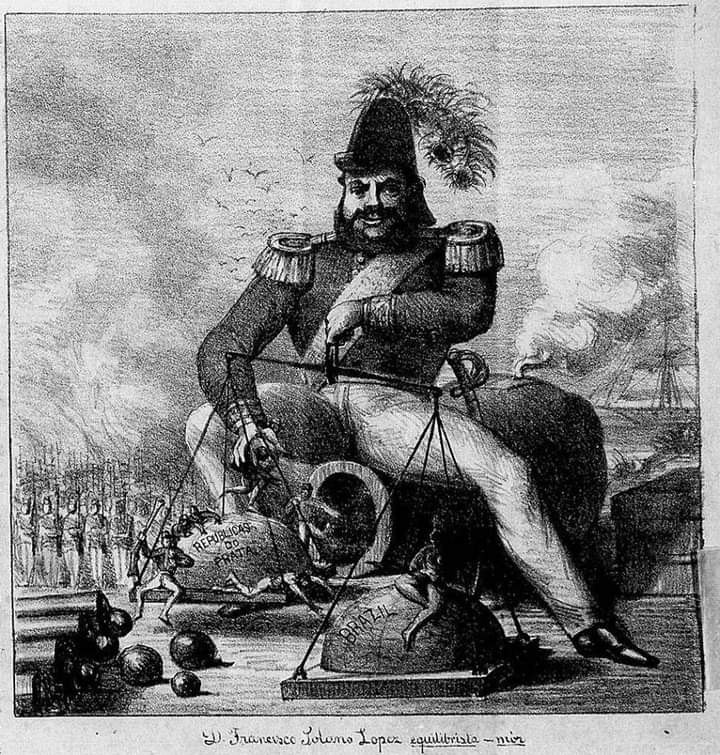
Caricature du dictateur paraguayen Solano López.

En 1862, Araújo est rappelé au gouvernement pour la troisième, et poursuit sa nouvelle politique progressiste. Cette période d'accalmie prend fin lorsque le consul britannique à Rio de Janeiro menace de déclencher une guerre entre la Grande-Bretagne et le Brésil. Le diplomate envoie en effet au gouvernement impérial un ultimatum contenant des demandes abusives à la suite de deux incidents mineurs survenus l’un à la fin de 1861, l’autre au début de 1862. Le gouvernement brésilien refuse alors de céder et le consul ordonne à la flotte de guerre britannique de s’emparer des navires marchands brésiliens à titre d'indemnité. L’Empire se prépare alors à la guerre, et les défenses côtières sont autorisées à faire feu sur tout navire de guerre britannique qui essaierait de capturer des navires marchands brésiliens. Le gouvernement d’Araújo rompt ses relations diplomatiques avec la Grande-Bretagne en juin 1863.
Alors que la guerre avec l'Empire britannique menace, le pays doit porter son attention sur ses frontières méridionales. Une nouvelle guerre civile a commencé en Uruguay, opposant ses deux principales factions politiques. Ce conflit interne s'accompagne de l'assassinat de citoyens brésiliens et du pillage de leurs propriétés uruguayennes. Le gouvernement progressiste d’Araújo décide donc d'intervenir et envoie une armée qui pénètre en Uruguay en décembre 1864, ce qui marque le début de la brève guerre uruguayenne. Le dictateur du Paraguay voisin, Francisco Solano López, profite de la situation en Uruguay pour essayer de hisser son pays au niveau de puissance régionale. En novembre de cette année, il s'empare d'un bateau à vapeur civil brésilien, puis attaque le Brésil : c'est le début de la guerre du Paraguay,. La même année, Araújo démissionne. 

### Quatrième et dernier ministère (1865-1866)

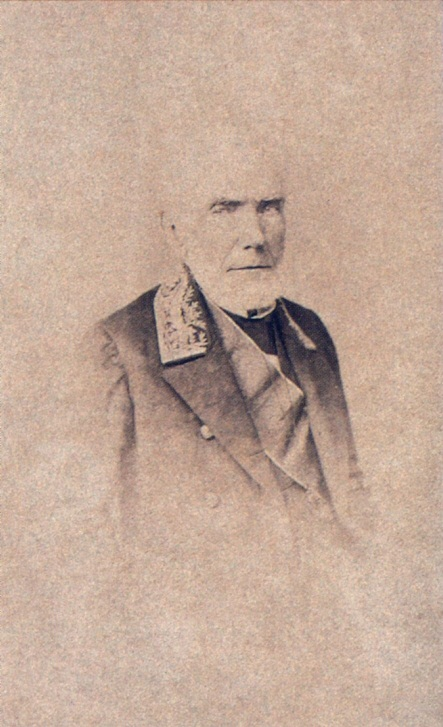
Photographie d’Araújo vers 1865.

Un an après le début de la guerre avec le Paraguay, Araújo dirige à nouveau le gouvernement à partir de 1865. Ce qui semble, au départ, n'être qu'une intervention militaire brève et directe conduit en fait à un conflit à grande échelle dans le sud de l'Amérique latine. Toutefois, la menace d'une guerre sur deux fronts (le Royaume-Uni et le Paraguay) disparaît lorsque, en septembre 1865, le gouvernement britannique envoie un émissaire présenter publiquement ses excuses pour la crise survenue entre les deux empires,. 
L'invasion du Paraguay (en 1864) conduit par contre à un conflit beaucoup plus long que prévu et le pays perd progressivement confiance dans la capacité du cabinet progressiste à conduire la guerre. En outre, depuis sa création, la Ligue progressiste est en proie à des conflits internes entre factions formées par d'anciens conservateurs modérés et d'ex-libéraux,. Face à cette instabilité, Araújo démissionne et quitte définitivement la vie politique.

## Dernières années

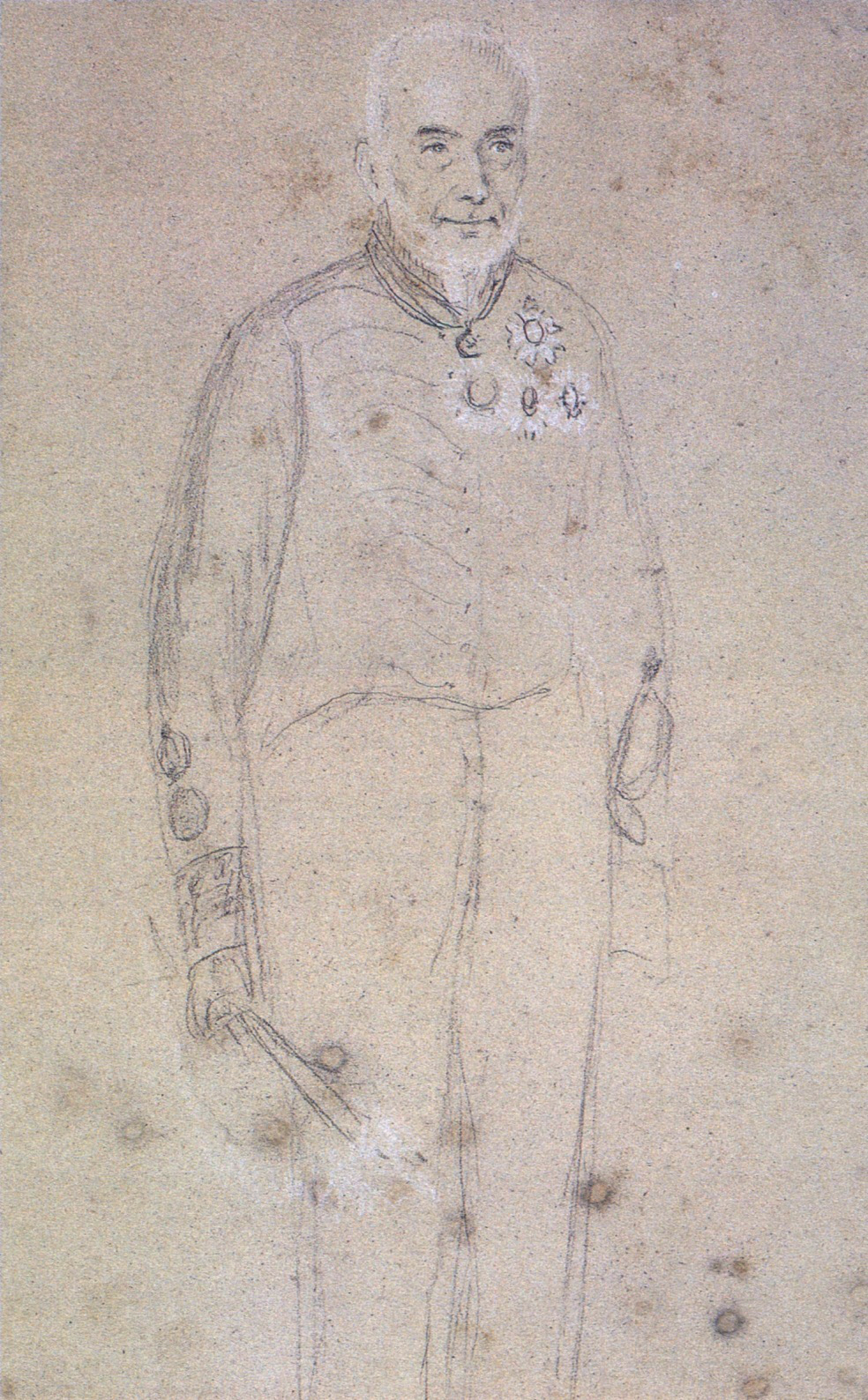
Gravure du marquis d’Olinda, conservée aux archives nationales du Brésil.

Après son départ du gouvernement en 1866, Araújo s’éloigne définitivement de la vie politique et publique. Au cours de ses plus de 50 ans de vie publique, il a écrit de nombreux essais sur des questions politiques et administratives, dont un projet de constitution pour l'Empire. Il est également associé comme fondateur de l'Institut historique et géographique brésilien, et dirigé la faculté de droit de Recife.
Il meurt le 7 juin 1870 à Rio de Janeiro, à l’âge de 76 ans. Il est enterré au cimetière de São Francisco de Paula dans le quartier de Catumbi, dans la ville de Rio de Janeiro.

## Distinctions
Il a été associé fondateur de l'Institut historique et géographique brésilien5et a dirigé la faculté de droit de Recife.
En 1841, Araújo reçoit le titre de vicomte et en 1854 celui de marquis d’Olinda. Parmi plusieurs décorations étrangères, il a reçu la grand-croix de la Légion d’honneur de la part du gouvernement français.
Durant sa carrière politique, il a été neuf fois ministre d'État, une fois régent et a présidé le Conseil des ministres à quatre reprises. 